# Fonds pour la sécurité intérieure
Pour les articles homonymes, voir FSI.
Le Fonds pour la sécurité intérieure ou FSI (en anglais : Internal Security Fund ; en allemand : Fonds für die innere Sicherheit) est un programme de l'Union européenne, chargé de la gestion de frontières extérieures de l'Union.